# Parco del Po e del Morbasco
Il Parco del Po e del Morbasco è un PLIS (Parco Locale di Interesse Sovracomunale) istituito dalla Regione Lombardia nel 1999 nel solo comune di Gerre de' Caprioli. Fu riconosciuto dalla Provincia di Cremona nel 2003 e costituito anche nel comune di Cremona. Ampliato nel 2011 e nel 2012 vi fu inclusa l'area protetta di Bonemerse fino ad allora assegnata al Parco della Golena del Po. Nel 2016 il PLIS si ampia anche ai comune di Castelverde, Sesto ed Uniti, Spinadesco e Stagno Lombardo.
La Commissione di Gestione del PLIS, convocata nella seduta del 22 novembre 2019 ha approvato all'unanimità l'accorpamento del Parco della Golena del Po al Parco del Po e del Morbasco.

## Territorio
Il Parco si estende nell'area golenale del Po, pianeggiante o con lievi terrazzamenti degrandanti verso il fiume. L'area è prevalentemente agricola e attraversata da una fitta rete di canali di bonifica e tre colatori: il Morbasco, la Cerca e la Morta.

## Flora
Non vi sono boschi, ma fasce di alberi d'altofusto, con specie caratteristiche dell'area padana: la farnia,  l'olmo campestre, ed il salice bianco. Frequente anche una specie non autoctona come la robinia.
Lo strato arbustivo comprende il sambuco e il roveto.
Tra le piante erbacee vanno segnalate: il favagello, l'attaccaveste, il carice e il campanellino estivo.
Non mancano alcune specie di origine colturale e successivamente naturalizzate: il noce, il melo, il gelso.

## Fauna
L'avifauna rappresenta senz'altro la maggior presenza di animali nel Parco: il picchio rosso maggiore, il picchio verde, il torcicollo, lo sparviero, la poiana, il gheppio, il lodolaio, il corriere piccolo e l'occhione. Presenti specialmente d'inverno anche cicogna bianca, zafferano e gabbiano del Caspio . Tra i passeriformi: lo scricciolo, il pettirosso, il merlo, il tordo sassello, la cesena, il frosone, la capinera e il luì piccolo.

## Punti d'interesse
Gli argini permettono una visione da punti più elevati ed insoliti.
Circa 30 ettari del parco sono occupati da una grande spiaggia, detta Spiaggia della Luna, con attività balneari in estate avvistamenti dell'avifauna in inverno.
Importanti testimonianze le grandi cascine a corte chiusa, simbolo dell'attività agricola della zona.
Il Parco è attraversato dalla pista ciclabile della Golena del Po